# Corbeanca
Corbeanca é uma comuna romena localizada no distrito de Ilfov, na região de Muntênia. A comuna possui uma área de 30.20 km² e sua população era de 3860 habitantes segundo o censo de 2007.